# Obrovac (Chorwacja)
Obrovac (wł. Obrovazzo) – miasto w Chorwacji, w żupanii zadarskiej, siedziba miasta Obrovac. Leży 45 km na wschód od Zadaru. W 2011 roku liczył 996 mieszkańców.
Jest położony w kanionie rzeki Zrmanji. W mieście zlokalizowane są: zamek książąt krbawskich z XIII wieku oraz ruiny kilku kościołów z XI-XIII stulecia i klasztoru templariuszy.